# Giacomo Leopardi
Giacomo Leopardi (Giacomo Taldegardo Francesco di Sales Saverio Pietro Leopardi), italijanski romantični pesnik, * 29. junij 1798, Recanati v Markah, Italija, † 14. junij 1837, Neapelj, Italija.
Pisal je pesmi, v katerih prevladuje pesimizem in romantično svetobolje (npr. Sam sebi, Neskončnost, Večer na dan praznika ...).
Velja za najpomebnejšega italijanskega pesnika po Petrarci.

## Življenjepis
Pripadal je obubožanemu plemiškemu rodu, prepuščen je bil strogi vzgoji matere in očeta. Nesrečen je bil tudi zaradi telesne iznakaženosti (grbavost in bolehnost) in osamljenosti. Zato je veliko časa preživel v bogati očetovi knjižnici (20.000 knjig). Oklenil se je študija in se že zelo mlad temeljito naučil latinščine, grščine, pozneje pa še hebrejščine, francoščine, španščine in angleščine.

## Delo

### Poezija
- Spevi (Canti) – pesniška zbirka

### Proza
- Epistolar (Epistolario)
- Posegi v klasično-romantični debati (Gli interventi nel dibattito classico-romantico)
- Zibaldone
- Mala moralna dela (Operette morali)